# Список флагов России
В России за всю её историю использовалось большое количество различных флагов (государственные, ведомственные, личные и др.). Данный список представляет собой собрание наиболее значимых флагов, использовавшихся в истории России.

## Исторические флаги России

### Национальные флаги России
| Флаг      | Дата                                                   | Использование | Описание |
| --------- | ------------------------------------------------------ | --- | --- |
|           | 1668—1669                                              | Флаг, поднятый на фрегате «Орёл» (предполагаемые версии внешнего вида флага) | Действительное изображение внешнего вида флага доподлинно неизвестно. |
|           | 1668—1669                                              | Флаг, поднятый на фрегате «Орёл» (предполагаемые версии внешнего вида флага) | Действительное изображение внешнего вида флага доподлинно неизвестно. |
|           | 1668—1669                                              | Флаг, поднятый на фрегате «Орёл» (предполагаемые версии внешнего вида флага) | Действительное изображение внешнего вида флага доподлинно неизвестно. |
|           | 1668—1669                                              | Флаг, поднятый на фрегате «Орёл» (предполагаемые версии внешнего вида флага) | Действительное изображение внешнего вида флага доподлинно неизвестно. |
|           | Конец XVII века                                        | Российские флаги, помещённые в разделе с флагами разных государств, из книги «Новое голландское корабельное строение» (издана в Амстердаме; в дальнейшем она была переведена на русский язык и в 1709 году переиздана в Москве) | В русском издании этой книги указанные флаги названы так: «Флаг Его Царского Величества Московского», «Второй флаг от Его Царского Величества Московского» и «Московский флаг». |
|           | Конец XVII века (военно-морской); 1705—1917 (торговый) | Военно-морской флаг (конец XVII века), а в дальнейшем — российский торговый флаг | В конце XVII века использовался как флаг военных кораблей. В 1705 году предположительно именно такой же флаг утверждён для речных торговых судов. В 1709 году в напечатанной в Киеве таблице флагов был подписан как «обычайно торговых и всяких российских судов флаг». В Морском уставе 1720 года назван российским торговым флагом. |
|           | 1858—1896                                              | Государственный флаг Российской империи | Официальный флаг Российской империи с 1858 года (утверждён указом императора Александра II). |
|           | 1896—1917                                              | Государственный флаг Российской империи | В 1883 году император Александр III распорядился в торжественных случаях вывешивать исключительно бело-сине-красный русский флаг, однако чёрно-жёлто-белый флаг при этом официально не отменялся. В 1896 году в повелении императора Николая II указывалось, что бело-сине-красный флаг признаётся национальным «во всех случаях» (таким образом, в конце XIX века чёрно-жёлто-белый флаг вышел из официального употребления).                                                                                      |
|           | 1917—1918                                              | Флаг Российской республики | Временное правительство России продолжало использовать этот флаг и после свержения монархии в результате Февральской революции 1917 года. Во время Гражданской войны в России он также использовался Белым движением вплоть до 1923 года. |
| 1918—1920 | Флаг Российского государства                           | | Временное правительство России продолжало использовать этот флаг и после свержения монархии в результате Февральской революции 1917 года. Во время Гражданской войны в России он также использовался Белым движением вплоть до 1923 года. |
|           | 1917—1922                                              | Государственный флаг РСФСР | Флаг советских органов власти и государственных образований на территории России. |
|           | 1918                                                   | Государственный флаг РСФСР | Первый флаг РСФСР учреждён декретом от 8 апреля 1918 года. Однако в декрете не указывался точный оттенок красного цвета, используемый на флаге, а также точное размещение и размер надписи. Нет никаких свидетельств того, что такой флаг когда-либо производился и использовался. 17 июня 1918 года утверждён новый государственный флаг РСФСР. Соотношение сторон флага составляло 1:2, в левом верхнем углу располагалась аббревиатура «РСФСР», выполненная старославянским шрифтом и окружённая золотой каймой. |
|           | 1918                                                   | Государственный флаг РСФСР | Первый флаг РСФСР учреждён декретом от 8 апреля 1918 года. Однако в декрете не указывался точный оттенок красного цвета, используемый на флаге, а также точное размещение и размер надписи. Нет никаких свидетельств того, что такой флаг когда-либо производился и использовался. 17 июня 1918 года утверждён новый государственный флаг РСФСР. Соотношение сторон флага составляло 1:2, в левом верхнем углу располагалась аббревиатура «РСФСР», выполненная старославянским шрифтом и окружённая золотой каймой. |
|           | 1918—1937                                              | Государственный флаг РСФСР | Первый флаг РСФСР учреждён декретом от 8 апреля 1918 года. Однако в декрете не указывался точный оттенок красного цвета, используемый на флаге, а также точное размещение и размер надписи. Нет никаких свидетельств того, что такой флаг когда-либо производился и использовался. 17 июня 1918 года утверждён новый государственный флаг РСФСР. Соотношение сторон флага составляло 1:2, в левом верхнем углу располагалась аббревиатура «РСФСР», выполненная старославянским шрифтом и окружённая золотой каймой. |
|           | 1937—1954                                              | Государственный флаг РСФСР | Красный флаг со стилизованной аббревиатурой «РСФСР» в кантоне флага. |
|           | 1954—1991                                              | Государственный флаг РСФСР | Флаг со светло-синей полосой по его краю. |
|           | 1991                                                   | Государственный флаг РСФСР | Флаг РСФСР с 1 ноября 1991 года (де-факто с 22 августа 1991 года, после августовского путча) по 12 декабря 1991 года. |

### Флаги СССР
| Флаг | Дата      | Использование             | Описание |
| ---- | --------- | ------------------------- | --- |
|      | 1923      | Государственный флаг СССР | Первый государственный флаг СССР представлял собой красное (алое) полотнище с государственным гербом в центре (фактически данный флаг почти не использовался). |
|      | 1923—1924 | Государственный флаг СССР | Вариант государственного флага СССР с красным или алым крыжом (в левом верхнем углу флага), окаймлённым золотой полоской.                                      |
|      | 1924—1936 | Государственный флаг СССР | |
|      | 1936—1955 | Государственный флаг СССР | |
|      | 1955—1991 | Государственный флаг СССР | |

### Персональные и должностные флаги

#### Флаг монарха
| Штандарт                                 | Дата              | Использование          | Описание                                                                    |
| ---------------------------------------- | ----------------- | ---------------------- | --------------------------------------------------------------------------- |
|                                          | Конец XVII века   | Флаг царя Московского  | Существовал в начальный период правления Петра I (известен с 1693 года)     |
|                                          | Начало XVIII века | Императорский штандарт | Штандарт Петра I с линейного корабля «Ингерманланд», 1716 год               |
| Императорский судовой штандарт. 1835 год | XIX век           | Императорский штандарт | Судовой (корабельный) императорский штандарт из альбома флагов 1835 года    |
|                                          | XIX век           | Императорский штандарт | Дворцовый (сухопутный) императорский штандарт из альбома флагов 1835 года   |
|                                          | 1858—1917         | Императорский штандарт | Судовой (корабельный) императорский штандарт (со второй половины XIX века)  |
|                                          | 1858—1917         | Императорский штандарт | Дворцовый (сухопутный) императорский штандарт (со второй половины XIX века) |

#### Прочие флаги
| Штандарт | Дата      | Использование                               | Описание |
| -------- | --------- | ------------------------------------------- | -------- |
|          | ок. 1848  | Штандарт императрицы                        |          |
|          | ?—1917    | Штандарт императрицы                        |          |
|          | ?—1917    | Флаг цесаревича                             |          |
|          | ?—1917    | Флаг цесаревны                              |          |
|          | ?—1917    | Флаг великий князей                         |          |
|          | ?–1917    | Флаг великих княгинь и великих княжон       |          |
|          | 1833–1917 | Флаг чрезвычайного посла и посланника       |          |
|          | 1833—1917 | Флаг генерального консула                   |          |
|          | ?—1917    | Флаг генерал-адмирала цесаревича            |          |
|          | ?—1917    | Флаг генерал-адмирала великого князя        |          |
|          | 1862—1870 | Флаги великого князя, наместника на Кавказе |          |
|          | 1870—1917 | Флаги великого князя, наместника на Кавказе |          |

#### Флаг Верховного правителя России
| Штандарт | Дата      | Использование                                     | Описание                                                                    |
| -------- | --------- | ------------------------------------------------- | --------------------------------------------------------------------------- |
|          | 1919—1920 | Флаг Верховного правителя Российского государства | Использовался адмиралом А. В. Колчаком во время Гражданской войны в России. |

#### Президентский штандарт
| Штандарт | Дата | Использование                | Описание |
| -------- | ---- | ---------------------------- | --- |
|          | 1991 | Президентский штандарт РСФСР | Неофициальный штандарт президента РСФСР, использовавшийся во время инаугурации Бориса Ельцина 10 июля 1991 года. Закон, устанавливающий официальный штандарт для президента России, принят только в 1994 году. Во время первой инаугурации Ельцина импровизированный штандарт был создан исключительно для этого события. |

### Исторические проекты флагов
| Флаг | Дата                                 | Планируемое использование                                         | Описание |
| ---- | ------------------------------------ | ----------------------------------------------------------------- | --- |
|      | 1914                                 | «Флаг единения Царя с народом» (для использования в частном быту) | Триколор из горизонтальных полос (белой, синей и красной) с жёлтым кантоном и гербом. Введён в качестве флага для частного использования в начале Первой мировой войны в 1914 году. Некоторыми печатными изданиями того времени назывался «новым национальным флагом России», однако таковым никогда не являлся и достаточно редко использовался. |
|      | 1917                                 | Флаг Российской Республики                                        | Опубликованный в 1917 году проект флага России (автор А. Брянчанинов) |
|      | 1947                                 | Государственный флаг РСФСР                                        | Первое заседание, посвящённое разработке нового флага РСФСР, прошло в марте 1947 года под председательством секретаря Президиума Верховного Совета РСФСР П. В. Бахмурова |
|      | 1947                                 | Государственный флаг РСФСР                                        | |
|      | 1947                                 | Государственный флаг РСФСР                                        | Проект государственного флага РСФСР, созданный художником А. А. Кокорекиным. Он добавил белую и синюю горизонтальные полосы внизу, обе полосы занимали 1/6 высоты флага. Не утверждён. |
|      | 1947                                 | Государственный флаг РСФСР                                        | Проект государственного флага РСФСР, предложенный М. И. Родионовым. Он состоял из традиционного трёхцветного флага и серпа и молота в середине флага. Из-за его предложения он был обвинен в национализме в 1950 году на «Ленинградском процессе».                                                                                                |
|      | 1994, 1997                           | Национальный флаг Российской Федерации                            | Проект флага России с несколько изменённой коммунистической символикой неоднократно вносился в Государственную думу депутатами-коммунистами и аграриями. |
|      | 1997                                 | Национальный флаг Российской Федерации                            | Проект флага России с несколько изменённой коммунистической символикой неоднократно вносился в Государственную думу депутатами-коммунистами и аграриями. |
|      | Флаг, предложенный А. Л. Хлобыстиным | Национальный флаг Российской Федерации                            | |
|      | 1999                                 | Национальный флаг Российской Федерации                            | Флаг, предложенный В. В. Похлёбкиным |

### Флаги зависимых территорий и колониальных владений
| Флаг | Дата      | Использование                        | Описание |
| ---- | --------- | ------------------------------------ | -------- |
|      | 1806—1867 | Флаг Российско-американской компании |          |

### Флаги отдельных территорий
| Флаг | Дата      | Использование                                    | Описание |
| ---- | --------- | ------------------------------------------------ | --- |
|      | 1853—1923 | Флаг Сибири                                      | Бело-зелёный флаг с двумя равновеликими горизонтальными полосами впервые появился в 1853 году в качестве флага Сибирского студенческого землячества Казанского университета. Источником цветов флага, скорее всего, послужили цвета герба Томской губернии, выходцами откуда было большинство студентов-сибиряков. |
|      | 1917—1918 | Флаг Сибири                                      | Вариант флага с диагональным сечением полотнища был принят в августе 1917 года на конференции общественных организаций, созванной сибирскими областниками. «Белый цвет означает снега сибирские, зелёный — сибирскую тайгу». |
|      | 1918      | Флаг Всевеликого войска Донского                 | Был принят 4 мая 1918 года на заседании «Круга спасения Дона». В законе оговаривалась символика: «Три народности издревле живут на донской земле и составляют коренных граждан Донской области — донские казаки, калмыки и русские крестьяне. Национальными цветами их были: у донских казаков — синий, васильковый, у калмыков — жёлтый и у русских — алый». На съезде в ноябре 1990 года был восстановлен. Лёг в основу современного флага Ростовской области. |
|      | 1918      | Флаг Урала                                       | Флаг Временного областного правительства Урала |
|      | 1989      | Флаг Урала                                       | Впервые был поднят в 1989 году, использовался движением уральских областников с 1991 года. Официальный флаг Уральской республики |
|      | 1919      | Флаг Кубанской народной республики               | Сине-малиново-зелёный флаг учреждён 23 февраля 1919 года Кубанской радой. По одной из версий, малиновый цвет символизировал казаков-черноморцев (потомков запорожцев), синий — казаков-линейцев (наследников донцов), зелёный — адыгов. Лёг в основу современного флага Краснодарского края. |
|      | 1919      | Флаг краевого правительства Северо-Запада России | Триколор с белым крестом по центру |
|      | 1920—1922 | Флаг Дальневосточной республики                  | Флаг марионеточного буферного государства Советской России |

## Флаги Российской Федерации

### Государственный флаг Российской Федерации
| Флаг | Дата         | Использование        | Описание |
| ---- | ------------ | -------------------- | --- |
|      | 1991—1993    | Государственный флаг | Флаг Российской Федерации с 12 декабря 1991 года по 11 декабря 1993 года. Ранее использовался протестующими против ГКЧП во время августовских событий 1991 года, а затем в качестве флага Российской Федерации в последние дни существования СССР. |
|      | 1993 – н. в. | Государственный флаг | Пропорции флага изменены с 1:2 на 2:3. Конституционный закон «О государственном флаге Российской Федерации» принят 25 декабря 2000 года. |

### Должностные флаги
| Штандарт | Дата         | Использование                                                 | Описание |
| -------- | ------------ | ------------------------------------------------------------- | -------- |
|          | 1994 – н. в. | Президентский штандарт                                        |          |
|          | 1995 — н. в. | Флаг Верховного главнокомандующего Вооружёнными силами России |          |

### Иные гражданские и неправительственные флаги
| Флаг | Дата         | Использование                    | Описание |
| ---- | ------------ | -------------------------------- | --- |
|      | 1996— 2007   | Знамя Победы                     | Знамя Победы использовалось только в церемониях, например, при возложении цветов к Могиле неизвестного солдата, в остальных случаях (редко) использовался «Символ знамени Победы» (на практике ветераны использовали флаг СССР). Сейчас эту функцию выполняют копии Знамени Победы. |
|      | 2007         | Непринятый символ Знамени Победы | Знамя Победы (неутверждённый проект) |
|      | 2005 — н. в. | Флаг георгиевской ленты          | Флаг на основе 5-полосной Георгиевской (гвардейской) наградной ленты чёрного и оранжевого цветов, также используемой как элемент боевых знамён гвардейских частей. С 2005 года Георгиевская ленточка служила мощным объединяющим символом, связывая воедино поддержку государства и вклад народа в победу в Великой Отечественной войне. Стала использоваться также в символике движений национал-патриотов, таких как НОД и Антимайдан. С 2014 — один из символов, используемых в российско-украинской войне и его сторонниками. Таким образом, действия современной российской армии приравниваются к защите от нацизма. |
|      | 2022 — н. в. | Антивоенный флаг                 | Бело-сине-белый флаг, используемый протестующими против вторжения России на Украину, созданный путём множественного открытия. Основное отличие от государственного триколора — отсутствие красной полосы, которая, как утверждается использующими его протестующими, после начала вторжения ассоциируется с войной и кровью. Другим отличием является лазоревый оттенок синего цвета, его использование отсылает к описанию флага России 1991 года как символа победы демократии в стране. |

### Флаги оккупированных и подконтрольных территорий
| Флаг | Дата              | Использование        | Описание |
| ---- | ----------------- | -------------------- | --- |
|      | 1992/2014 — н. в. | Флаг Крыма           | После аннексии в 2014 году утверждён без изменений. |
|      | 2014              | Флаг ДНР             | Флаги сепаратистского образования на территории Донецкой области. С 2022 года — флаг административно-территориальной единицы Российской Федерации.      |
|      | 2014—2018         | Флаг ДНР             | Флаги сепаратистского образования на территории Донецкой области. С 2022 года — флаг административно-территориальной единицы Российской Федерации.      |
|      | 2018 — н. в.      | Флаг ДНР             | Флаги сепаратистского образования на территории Донецкой области. С 2022 года — флаг административно-территориальной единицы Российской Федерации.      |
|      | 2014              | Флаг ЛНР             | Флаги сепаратистского образования на территории Луганской области. С 2022 года — флаг административно-территориальной единицы Российской Федерации.     |
|      | 2014              | Флаг ЛНР             | Флаги сепаратистского образования на территории Луганской области. С 2022 года — флаг административно-территориальной единицы Российской Федерации.     |
|      | 2014—н. в.        | Флаг ЛНР             | Флаги сепаратистского образования на территории Луганской области. С 2022 года — флаг административно-территориальной единицы Российской Федерации.     |
|      | 2014—2015         | Флаг Новороссии      | Флаг конфедерации непризнанных государственных образований и проекта Союза Народных Республик.                                                          |
|      | 2022—н. в.        | Флаг Херсонской ВГА  | Флаг оккупированной Херсонской области, находящейся под контролем РФ. С 2022 года — флаг административно-территориальной единицы Российской Федерации.  |
|      | 2022—н. в.        | Флаг Запорожской ВГА | Флаг оккупированной Запорожской области, находящейся под контролем РФ. С 2022 года — флаг административно-территориальной единицы Российской Федерации. |
|      | 2022—н. в.        | Флаг Харьковской ВГА | Флаг, используемый на нескольких оставшихся подконтрольных Россией территорией Харьковской области после контрнаступления Украины в сентябре 2022 г.    |

#### Проекты флагов
| Флаг | Дата | Использование | Описание                                                                            |
| ---- | ---- | ------------- | ----------------------------------------------------------------------------------- |
|      | 2014 | Флаг ХНР      | Флаг пророссийского государственного образования на территории Харьковской области. |